# Hermann von Wickede II

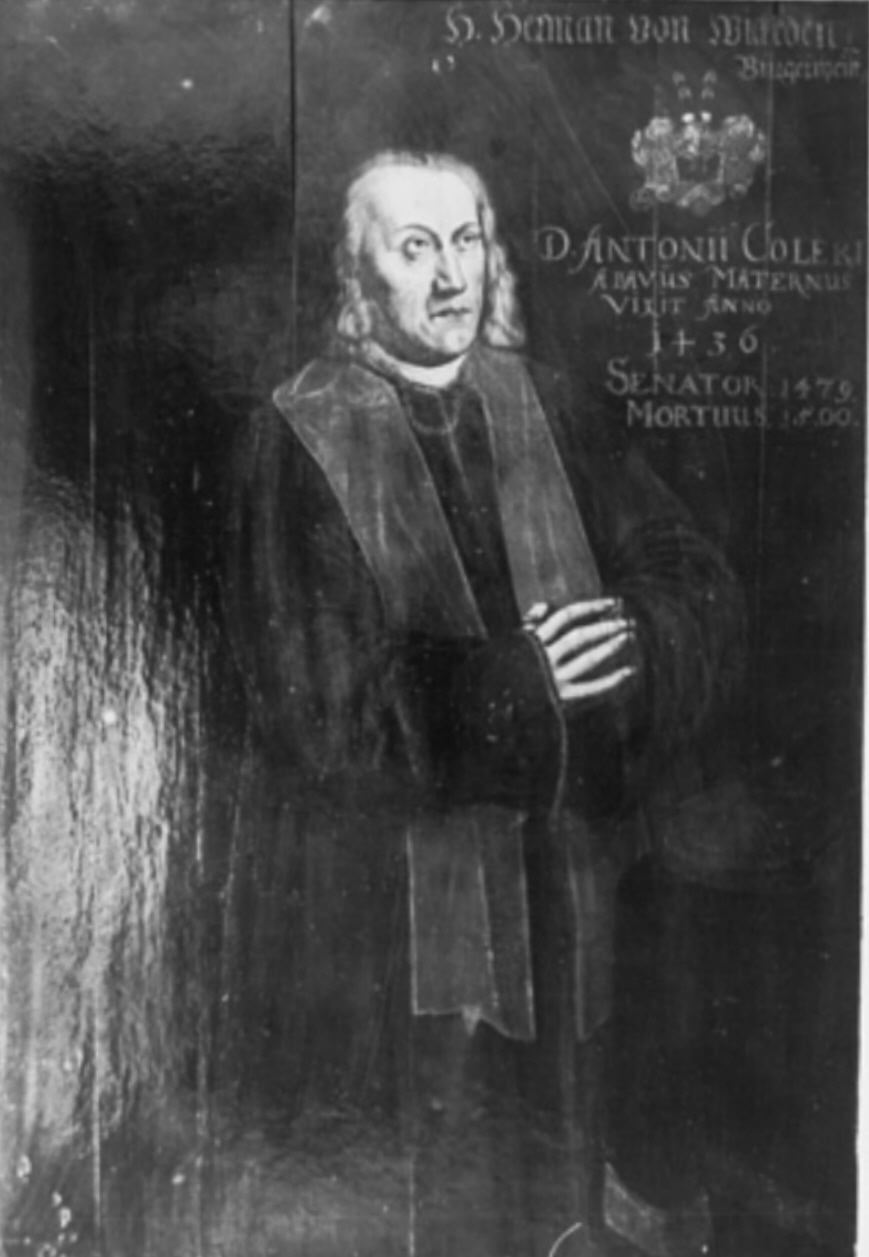
Hermann von Wickede in der Köhlerschen Ahnengalerie

Hermann von Wickede (* 1436 in Lübeck; † 8. April 1501 in Lübeck) war ein Lübecker Patrizier. Von 1489 bis zu seinem Tod amtierte er als Bürgermeister der Hansestadt.

## Leben
Hermann von Wickede stammte aus der alten Lübecker Patrizierfamilie Wickede. Er war Sohn des Ratsherrn Johann von Wickede. Im Jahr 1470 wurde er in die einflussreiche Zirkelgesellschaft aufgenommen. Ab 1479 saß er im Rat. 1482 wurde er zum Stallherrn befördert und 1489 schließlich zum Lübecker Bürgermeister gewählt.
In seiner Eigenschaft als Lübecker Gesandter handelte er in den Jahren 1489 und 1490 mit König Johann I. von Dänemark, Norwegen und Schweden in Kopenhagen die Zoll- und Handelsprivilegien der Lübecker in Skandinavien aus. 1491 verhandelte er aus gleichen Gründen mit englischen Gesandten und 1492 war er maßgeblich am Abschluss des Münzrezesses beteiligt. Auf den Hansetagen 1499 in Bremen und 1498 und 1501 in Lübeck führte er den Vorsitz.
Hermann von Wickede war Eques auratus und durfte die „goldene Kette“, eine Auszeichnung für Ritter, tragen. Er war Erbherr auf den Gütern Kronsforde, Groß Steinrade und Roggenhorst. Sein Porträt hängt im Lübecker St. Annenmuseum.
Hermann von Wickede war mit Metteke von Darsow, einer Tochter des Ratsherrn Bernhard Darsow, verheiratet. Aus der Ehe gingen zwei Söhne und vier Töchter hervor:
- Heilike, die Frau von Berthold Kerkring
- Barbara, die mit dem Bürgermeister Anton von Stiten verheiratet war,
- Anna, die Ehefrau des Markus Tode und Mutter des späteren Bürgermeisters Christoph Tode, deren Porträt in der Köhlerschen Ahnengalerie aufgenommen wurde, sowie
- Elisabeth, die 1533 nach dem Tod ihres ersten Mannes, des von Jürgen Wullenwever zum Bürgermeister ernannten Stadthauptmanns Gottschalck Lunte, durch ihre Hochzeit mit dem Feldherrn Marx Meyer einen Skandal verursachte.

Die beiden Söhne Johann und Gottschalk, die ebenfalls in den Rat gewählt wurden, starben 1509 bzw. 1527 unverheiratet.
Schon seit der Zeit seines Vaters verwaltete die Familie das 1397 von Gerd von Oldesloe gestiftete Armenhaus in der Glockengießerstraße 8 der Lübecker Altstadt als Wickedes Armenhaus. Es wird seit 1973 als Studentenwohnheim genutzt.

## Belege
1. ↑  Auch: Ritter vom güldenen Sporn, vgl. Eberhard Schmitt: Behaust im Heiligen Römischen Reich? Das europäische Beziehungsnetz der "equites aurati" im Zeitalter Kaiser Karls V. (Memento vom 4. August 2007 im Internet Archive)

| Personendaten    | Personendaten                                                           |
| ---------------- | ----------------------------------------------------------------------- |
| NAME             | Wickede, Hermann von                                                    |
| KURZBESCHREIBUNG | Bürgermeister der Hansestadt Lübeck und Mitglied der Zirkelgesellschaft |
| GEBURTSDATUM     | 1436                                                                    |
| GEBURTSORT       | Lübeck                                                                  |
| STERBEDATUM      | 8. April 1501                                                           |
| STERBEORT        | Lübeck                                                                  |